# Seid Waddell
Seid Waddell (* 2. Mai 1849 in Somerville, Fayette County, Tennessee; † 1921) war ein US-amerikanischer Politiker. Zwischen 1899 und 1901 war er als Präsident des Staatssenats faktisch Vizegouverneur des Bundesstaates Tennessee, auch wenn dieses Amt formell erst 1951 eingeführt wurde.

## Werdegang
Nach einem Jurastudium an der Lebanon University und seiner 1874 erfolgten Zulassung als Rechtsanwalt begann Seid Waddell in Union City in diesem Beruf zu arbeiten. Im Jahr 1879 gehörte er zu den Gründern der Bank of Union City, deren Präsident er seit 1884 war. Außerdem betrieb er eine Farm, auf der er Rinder züchtete. Politisch war er Mitglied der Demokratischen Partei. In den Jahren 1885 und 1886 wurde er zum Bürgermeister von Union City gewählt.  Er war in zwei zusammenhängenden Legislaturperioden Mitglied des Senats von Tennessee, wobei er zwischen 1899 und 1901 als dessen Präsident fungierte.
In dieser Eigenschaft war er gleichzeitig Stellvertreter von Gouverneur Benton McMillin. Damit bekleidete er faktisch das Amt eines Vizegouverneurs. Dieses Amt war bzw. ist in den meisten anderen Bundesstaaten verfassungsmäßig verankert; in Tennessee ist das erst seit 1951 der Fall. Nach seiner Zeit im Senat ist Waddell politisch nicht mehr in Erscheinung getreten. Als Rechtsanwalt vertrat er die West Tennessee Land Company bei der Verhandlung im Reelfoot Night Riders-Prozess. Seid Waddell war seit 1877 mit Eva Waddell verheiratet, mit der er drei Kinder hatte. Er starb im Jahr 1921.